# 氯化钯
氯化鈀是一種灰黑色的無機化合物，分子式為PdCl2，是許多鈀化合物的製造原料，在有機合成化學中是重要的催化劑。氯化鈀對呼吸系統和皮膚造成刺激，吸收過量時可能會致癌。
氯化钯是一种重要的催化剂，在石油化工和汽车尾气转化中应用广泛，从工业废料中提取钯通常得到的物料是二氯二氨合钯，然后再用复杂的工艺得到氯化钯。 
在二氯二氨合钯中加入一定量的水和盐酸，加热至100℃得澄清溶液A。A的热溶液中加入一定量的氯酸钠溶液，继续加热溶液有气体逸出，得溶液B。在溶液B中加入10%NaOH溶液调节pH＝10，保持溶液温度在100℃左右得沉淀C。如溶液PH＞10，上清液中钯含量升高。在C中加入浓盐酸加热至100℃浓缩直至蒸干，再在120℃下烘5小时。
另外还可以：将钯粉加入盛有盐酸的反应器中，在搅拌下通入空气进行氧化反应，生成氯化钯溶液，经溶液提纯、过滤、蒸发浓缩、冷却结晶、离心分离、干燥，制得氯化钯成品。
Pd + 2 HCl + 0.5 O2 → PdCl2 + H2O

## 化学用途
测定钯、汞、铊和碘，提纯稀有气体，氯化钯试纸检验一氧化碳、检定钴；用于合成半导体含金属聚合体，
该聚合体具有聚吡咯骨架，符合能量最小且接近平面。
1. 末端烯径（α-烯径）生成甲基酮的氧化催化。
2. 通过Wacker反应，在水溶液中用空气作氧化剂，使烯烃氧化成醛。
3. 用于检测CO(浸有磷钼酸溶液的氯化钯试纸遇微量CO立即变成蓝色)

CO + PdCl2 + H2O → CO2 + Pd↓ + 2 HCl